# 10e division d'infanterie (France)
Pour les articles homonymes, voir 10e division.
La 10e division d'infanterie est une division d'infanterie de l'armée de terre française qui a participé à la Première et à la Seconde Guerre mondiale.
Créée en 1873 dans la 5e région militaire (Orléans), elle participe à la Première Guerre mondiale au sein du 5e corps d'armée. Elle rejoint Paris dans l'entre-deux-guerres. Dissoute à l'issue de la bataille de France, elle est brièvement recréée de 1944 à 1946.

## Création et différentes dénominations
- 1873 : création de la 10e division d'infanterie
- 1940 : dissolution
- 1944 : recréation de la 10e division d'infanterie
- 1946 : dissolution, devient groupement d'infanterie no 9

## Chefs de corps
- 18 octobre 1873 - 15 novembre 1873 : général Letellier-Valazé
- 28 novembre 1873 - 15 août 1876 : général Berthaut
- 23 août 1876 : général Appert
- 15 mars 1880 - 17 août 1880 : général d'Auerstaedt
- 9 janvier 1886 : général Cailliot
- 1er septembre 1886 : général Sée
- 4 mai 1887 : général Deffis
- 20 septembre 1889 - 24 décembre 1889 : général Cailliot
- 4 janvier 1890 : général Saint-Marc
- 6 juin 1893 : général de Saint-Mars
- 26 août 1893 : général de Boisdeffre
- 11 septembre 1893 : général Larchay
- 26 décembre 1893 : général des Garets
- 31 mars 1896 - 19 mai 1899 : général Callet
- 5 juin 1899 - 29 mai 1900 : général André
- 10 juin 1900 - 9 octobre 1901 : général Mourlan
- 12 octobre 1901 - 1er octobre 1902 : général Passerieu
- 7 octobre 1902 : général Peigné
- 21 février 1903 : général Burnez
- 29 janvier 1904 - 24 juin 1906 : général Bazaine-Hayter
- 17 juillet 1906 - 25 octobre 1906 : général Picquart
- 24 novembre 1906 - 5 avril 1914 : général Bolgert
- 5 avril 1914 - 23 août 1914 : général Auger
- 29 août 1914 - 6 septembre 1914 : général Roques, Mort pour la France.
- 17 septembre 1914 : général Gouraud
- 22 janvier 1915 - 29 mars 1918 : général Valdant
- 29 mars 1918 - 26 février 1919 : général Pichat
- 26 février 1919 : général Cabaud
- 6 décembre 1919 - 8 janvier 1924 : général Lebouc
- 21 février 1924 - 27 février 1926 : général Gaucher
- 3 avril 1926 - 23 novembre 1927 : général Aubert
- 2 décembre 1927 - 5 mai 1929 : général Billotte
- 5 mai 1929 - 3 décembre 1931 : général Heusch
- 4 décembre 1931 : général Noguès
- 20 mars 1933 - 9 octobre 1938 : général Vary
- 22 décembre 1938 : général Sisteron
- 1er - 28 juin 1940 : général Aymé
- 1943 : général Noiret
- 1944 - 1945 : général Billotte
- 1946 - 1947 : général Devinck[réf. nécessaire]

## Avant 1914

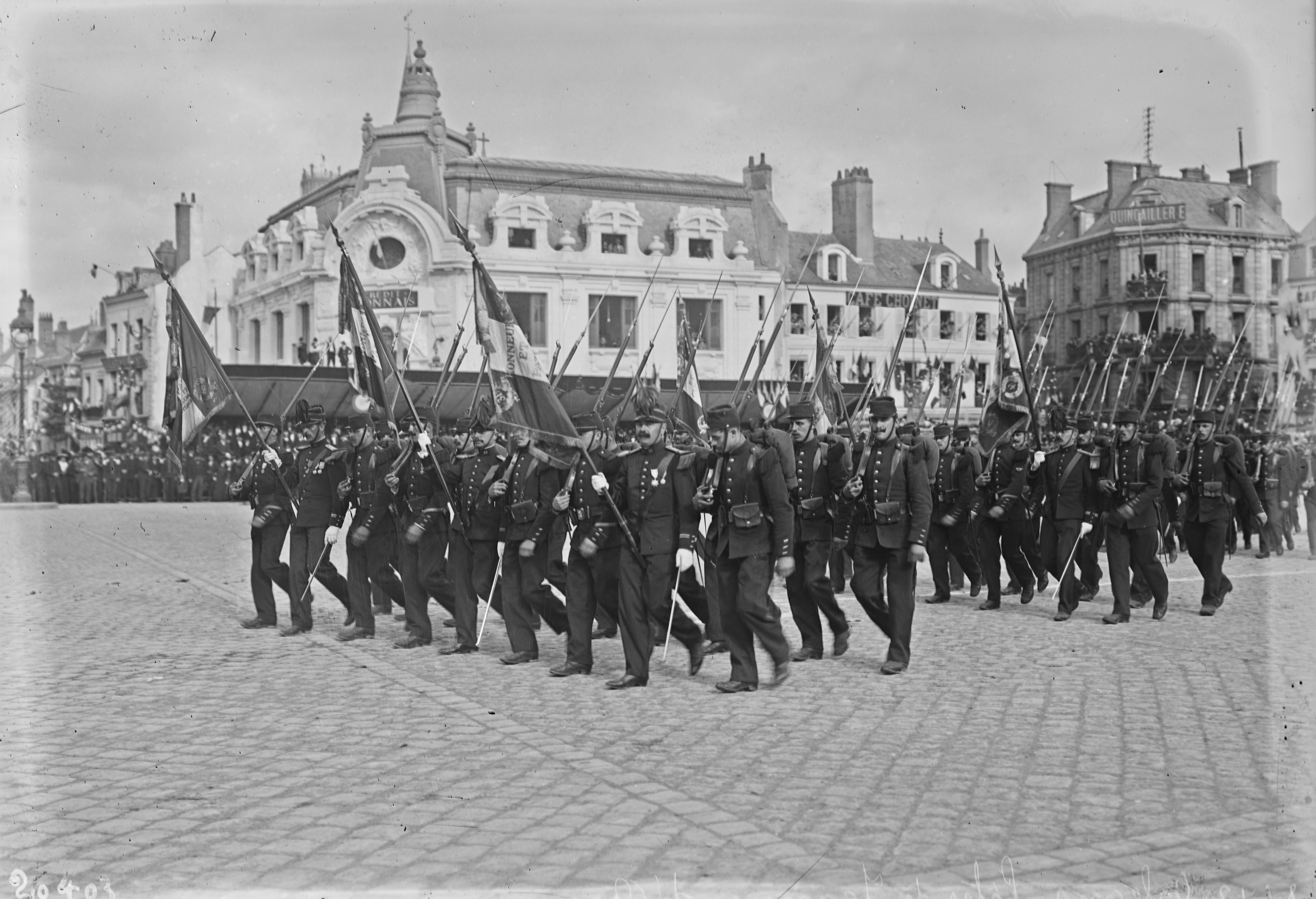
Défilé des drapeaux du 5e corps d'armée à Orléans. Premier rang de gauche à droite :, et (10e DI). Seconde rangée : (9e DI), (10e DI) et 4e RI (9e DI).

La division est créée par décret du 28 septembre 1873. Elle fait partie de la 5e région militaire (5e corps d'armée), d'Orléans. Ses régiments viennent périodiquement tenir garnison à Paris.

## Première Guerre mondiale
Affectation organique : 5e Corps d'Armée, d’août 1914 à novembre 1918

### Composition
- Infanterie

31e régiment d'infanterie d'août 1914 à novembre 1918
46e régiment d'infanterie d'août 1914 à novembre 1918
76e régiment d'infanterie d'août 1914 à juin 1915
89e régiment d'infanterie d'août 1914 à novembre 1918
331e régiment d'infanterie de juillet 1916 à août 1917 (dissolution)
un bataillon du 29e régiment d'infanterie territoriale d'août à novembre 1918
- Cavalerie

1 escadron du 8e régiment de chasseurs à cheval d'août 1914 à janvier 1917
2 escadrons du 8e régiment de chasseurs à cheval de janvier à juillet 1917
1 escadron du 8e régiment de chasseurs à cheval de juillet 1917 à novembre 1918
- Artillerie

3 groupes de 75 du 13e régiment d'artillerie de campagne d'août 1914 à novembre 1918
121e batterie de 58 du 45e régiment d'artillerie de campagne de juillet 1916 à janvier 1918
171e batterie de 75-150 du 45e régiment d'artillerie de juillet 1916 à janvier 1918
101e batterie de 58 du 13e régiment d'artillerie de janvier à novembre 1918
8e groupe de 155c du 105e régiment d'artillerie de campagne de juillet à novembre 1918
- Génie

compagnies 5/2 et 5/1 du 1er régiment du génie

### Historique

#### 1914
- 4 – 9 août : transport par V.F. dans la région de Saint-Mihiel.
- 9 – 21 août : mouvement vers Génicourt-sur-Meuse : stationnement. À partir du 14 août, mouvement vers Abaucourt, couverture vers l’Othain, vers Éton et Gouraincourt.
- 21 – 23 août : offensive, par Longuyon, en direction de Cosnes. Engagée, le 22 août, dans la Bataille des Ardennes : combats vers Gorcy et Cosnes.
- 23 août – 6 septembre : repli, par Longuyon et Damvillers, à l’ouest de la Meuse, vers Cuisy.

23 - 24 août : combats vers la ferme Haute Wal et vers Noërs. À partir du 27 août, mouvement offensif, par Charpentry, vers la région de Fossé.
30 - 31 août : combats vers Sommauthe, Vaux-en-Dieulet et Fossé. À partir du 2 septembre, reprise du mouvement de repli, par Charpentry et Clermont-en-Argonne, jusque dans la région de Louppy-le-Château, Brabant-le-Roi.
- 6 – 16 septembre : engagée dans la  1re Bataille de la Marne. Du 6 au 13 septembre, Bataille de Revigny : combats vers Nettancourt, Brabant-le-Roi, Villers-aux-Vents et Vassincourt. À partir du 13, poursuite par Les Islettes et Clermont-en-Argonne, en direction de Montfaucon.
- 16 septembre – 6 novembre : combats vers Montfaucon et vers Véry, Cheppy et Vauquois ; puis stabilisation du front et occupation d’un secteur dans la région l’Aire, l’est de Vauquois, étendu à droite, le 27 octobre, jusqu’au pont des Quatre Enfants.

28, 29 et 30 octobre : attaques françaises sur Vauquois et sur Boureuilles.
- 6 novembre 1914 – 21 janvier 1915 : mouvement de rocade et occupation d’un nouveau secteur vers le Four de Paris et l’Aire (guerre de mines) :

5 janvier 1915 : attaque française.
8 janvier : attaques allemandes vers la Haute Chevauchée.

#### 1915
- 21 janvier – 14 février : retrait du front et repos au sud de Clermont-en-Argonne.
- 14 février 1915 – 1er août 1916 : mouvement vers le front et occupation d’un secteur vers Vauquois et la Haute Chevauchée (guerre de mines) :

17, 28 février, 1er et 15 mars : attaques françaises sur Vauquois ; prise d’une partie du village.
5 - 6 avril : nouvelles attaques françaises sur Vauquois. À partir du 12 juin, la D.I n’occupe plus que les abords sud de Vauquois.
13 juillet : front étendu à gauche jusqu’à l’Aire, et, le 22 novembre, à droite, jusque vers Avocourt.
25 février - 26 mai 1916 : front réduit, à droite, jusqu’au pont des Quatre Enfants.

#### 1916
- 1er août – 14 septembre : retrait du front, transport par camions et regroupement vers Saint-Dizier ; repos. À partir du 7 août, mouvement par étapes vers le camp de Mailly, par Arrigny, Chavanges et Ramerupt ; instruction. À partir du 1er septembre, transport par V.F dans la région de Grandvilliers, puis, à partir du 7 septembre, à l’est d’Amiens.
- 14 septembre – 29 octobre : mouvement vers le front ; engagée dans la Bataille de la Somme vers Bouchavesnes et Rancourt (éléments en secteur dès le 12) :

17 septembre : front étendu, à droite, jusqu’au sud de Bouchavesnes.
20 septembre : attaque allemande.
26 septembre : attaque française. Au repos, du 30 septembre au 17 octobre
- 29 octobre – 26 novembre : retrait du front ; repos vers Forges-les-Eaux.

4 - 14 novembre : éléments en secteur.
- 26 novembre – 10 décembre : transport par V.F dans la région de Vitry-le-François, puis mouvement vers le camp de Mailly ; instruction.
- 10 décembre 1916 – 21 janvier 1917 : mouvement vers le front, et, à partir du 13 décembre, occupation d’un secteur vers Troyon et le moulin de Pontoy.

#### 1917
- 21 janvier – 6 février : repos et instruction vers Ville-en-Tardenois.
- 6 février – 18 mai : occupation d’un secteur vers la Miette et le Ployon. Du 1er au 4 avril, repos vers Arcis-le-Ponsart.

15 avril : Bataille du Chemin des Dames engagée, entre le bois des Buttes et le Ployon, prise de La Ville-aux-Bois, puis organisation du terrain conquis. À partir du 24 avril, éléments au repos vers Arcis-le-Ponsart.
- 18 mai – 15 juin : retrait du front ; repos vers Montigny-sur-Vesle, et, le 27 mai, vers Arcis-le-Ponsart.
- 15 juin – 12 juillet : occupation d’un secteur vers la Miette et le Ployon.
- 12 – 25 juillet : retrait du front ; repos vers Ville-en-Tardenois.
- 25 juillet – 15 août : occupation d’un secteur vers Chevreux et le Ployon.
- 15 août – 3 septembre : retrait du front ; repos et instruction vers Jonchery-sur-Vesle, puis, à partir du 31 août, vers Ville-en-Tardenois.
- 3 – 24 septembre : occupation d’un secteur vers Chevreux et le Ployon.
- 24 septembre – 13 octobre : retrait du front ; repos vers Serzy-et-Prin.
- 13 octobre – 12 novembre : occupation d’un secteur vers Chevreux et le Ployon.
- 12 – 28 novembre : retrait du front ; repos et instruction vers Vandeuil et Serzy-et-Prin.
- 28 novembre 1917 – 6 janvier 1918 : mouvement vers le front ; occupation d’un secteur vers la Miette et le Ployon.

#### 1918
- 6 janvier – 22 mars : retrait du front ; mouvement par étapes vers Condé-en-Brie ; repos. À partir du 20 janvier, mouvement vers Lizy-sur-Ourcq ; puis, à partir du 23 janvier, vers Lagny[3]. À partir du 9 mars, mouvement vers Crécy-en-Brie ; repos et instruction.
- 22 – 28 mars : mouvement vers Lassigny. Engagée, au nord de Guiscard, dans la 1re Bataille de Noyon (2e Bataille de Picardie) : combats en retraite dans les régions de Frétoy-le-Château, de Catigny, de Sermaize, de Cuy et de Lassigny.
- 28 mars – 12 mai : retrait du front ; regroupement vers Monchy-Humières, puis vers Betz. À partir du 6 avril, transport par V.F. en Alsace ; repos vers Bessancourt et Foussemagne.
- 12 mai – 1er juillet : occupation d’un secteur entre la frontière suisse et le canal du Rhône au Rhin ; instruction d’éléments américains.
- 1er - 12 juillet : retrait du front ; transport par V.F. dans la région de Crèvecœur-le-Grand ; repos.
- 12 – 17 juillet : transport par V.F vers Tours-sur-Marne ; tenue prête à intervenir, vers Vadenay, pendant la  4e Bataille de Champagne.
- 17 – 29 juillet : occupation d’un secteur vers Prunay et le sud du mont Cornillet : combats dans cette région pendant la 2e Bataille de la Marne.
- 29 juillet – 30 septembre : retrait du front ; transport par camions vers Damery. À partir du 4 août, poursuite vers la Vesle ; puis organisation d’une position entre Jonchery-sur-Vesle et le nord de Vandeuil.
- 30 septembre – 5 novembre : engagée dans la Bataille de Saint-Thierry (Bataille de Champagne et d'Argonne), puis, à partir du 4 octobre, dans l’exploitation de cette bataille, enfin, à partir du 20 octobre, dans la Bataille de la Serre : franchissement de la Vesle, puis de la Suippe et de l’Aisne ; poursuite de l’ennemi jusqu’à la région Nizy-le-Comte, La Selve.
- 5 – 11 novembre : engagée dans la Poussée vers la Meuse : attaque des positions ennemies vers Nizy-le-Comte (5 et 6 novembre), puis, poursuite vers Chaumont-Porcien jusque vers Aubigny-les-Pothées et L'Échelle.

### Rattachement
Affectation organique : 5e corps d'armée d'août 1914 à novembre 1918
- 1re armée

1er - 12 juillet 1918
- 2e armée

26 juin - 7 août 1916
- 3e armée

2 août - 20 novembre 1914
8 janvier 1915 - 26 juin 1916
11 février - 6 avril 1918
- 4e armée

20 novembre 1914 - 8 janvier 1915
7 - 30 août 1916
26 novembre - 11 décembre 1916
15 - 30 juillet 1918
- 5e armée

11 décembre 1916 - 21 avril 1917
30 juillet - 11 novembre 1918
- 6e armée

30 août - 26 novembre 1916
28 octobre 1917 - 11 février 1918
- 7e armée

6 avril - 1er juillet 1918
- 10e armée

21 avril - 28 octobre 1917
12 - 15 juillet 1918

## L’entre-deux-guerres
La division installe son quartier général à Vincennes et devient la « division de Paris ».

## Seconde Guerre mondiale

### Période 1939 à 1940
Le 10 mai 1940 la 10e DI, sous les ordres du général Sisteron, est rattachée à la réserve du Grand Quartier général français, puis le 16 mai 1940 au  23e corps d'armée et le 16 juin 1940 à la 2e armée.
Durant cette période, la 10e division d'infanterie se compose des unités suivantes :
- 5e régiment d'infanterie
- 24e régiment d'infanterie
- 46e régiment d'infanterie
- 32e régiment d'artillerie divisionnaire
- 232e régiment d'artillerie lourde divisionnaire
- 15e groupe de reconnaissance de division d'infanterie

Ainsi que tous les services des grandes unités : sapeurs mineurs, télégraphique, compagnie auto de transport, groupe sanitaire divisionnaire, groupe d'exploitation, etc.
Les 9 et 10 juin 1940, elle reçoit le renfort du Groupe d'Escadrons Motorisés du 19e GRCA, commandé par le Chef d'Escadrons Robert de Vanssay qui sera tué le 10 juin après que les Allemands aient refusé qu'un soldat français lui porte secours.

### Période 1944 à 1945
La division est reconstituée, principalement de troupes d'origines FFI/FTP parisiennes, le 1er octobre 1944 sous le commandement du général Pierre Billotte. Formée comme une division américaine. À l’origine, elle devait comporter :
- 3 régiments d’infanterie :
  - 5e régiment d'infanterie – Colonel Emblanc,
  - 24e régiment d'nfanterie – Lieutenant colonel Bablon,
  - 46e régiment d'infanterie
- 32e régiment d’artillerie,
- 18e régiment de dragons.

Le 46e RI est rapidement remplacé par la 4e Demi-Brigade de Chasseurs du commandant Petit, constituée du 4e BCP et du  1er BCP de Paris.
La division prend part à la bataille de Colmar (20 janvier au 9 février 1945). Acheminée sur la côte atlantique elle participe ensuite à la libération des dernières poches de résistance autour des ports. En Allemagne, elle se voit attribuer la région de Coblence (armée d'occupation). À la demande du général Billotte au COMAC, on retrouve le Colonel Rol Tanguy Commandant de l'infanterie divisionnaire, il deviendra par la suite adjoint au commandant du gouvernement militaire du district de Coblence au sein de la 10e DI.

## L’après Seconde Guerre mondiale
La 10e DI fait partie des troupes d'occupation en Allemagne jusqu'à sa dissolution le 30 avril 1946. Durant celle période la division est affectée au 2e corps d'armée.

### Sources et bibliographie
- De Lattre de Tassigny, Histoire de la première armée française - Plon - 1949.
- AFGG, vol. 2, t. 10 : Ordres de bataille des grandes unités : divisions d'infanterie, divisions de cavalerie, 1924, 1092 p. (lire en ligne).